# Полупустиня
Полупустините са преходни природни зони между пустините и степите в умерения и субтропичния пояс и между пустините и саваните в тропичния пояс. Климатът е сух, като в повечето полупустини зимната температура на въздуха е от 0°С до 10°С, а лятната – 20° – 25°С. Радиационният баланс обикновено е положителен през цялата година и се колебае от 1,68 до 8,4 Mj/m², или от 40 до 200 kcal/sm² годишно (само в отделни полупустинни райони на умерените пояси през зимата понякога е отрицателен). Има два сезона – кратка и топла зима и дълго и горещо лято. Изпарението, като правило, е от 3 до 6 пъти по-голямо от годишната сума на валежите, която обикновено не превишава 300 mm годишно. Повърхностният отток е слабо развит, а малкото реки често пресъхват. Почвите са предимно светлокестеняви и кафяви в умерения пояс на Северното полукълбо, сиво-кафеникави и типични сивоземни – в субтропичния пояс и червено-кафяви – в тропичния. Полупустинните ландшафти имат рядка, често мозаечна, почвено-растителна покривка, в състава на които господстват тревисто-пелиновите формации (в Евразия) и формации от многгогодишни треви и храсти на другите континенти. Тези зони са населявани от гризачи, влечуги, грабливи и други птици. Териториите на полупустините се използват основно за пасищно животновъдство, а земеделие е възможно само чрез изкуствено напояване.

## Полупустинни зони в тропичните пояси
Полупустинните зони в тропичните пояси представляват опустинени савани, с преобладаване на полупустинни ландшафти. Разположени са обикновено по южните периферии на тропичните пустини в Северното полукълбо и северните периферии на тропичните пустини в Южното полукълбо, във вътрешноконтиненталните и западните океански сектори, а също и в по-овлажнените периферни части на пустинните падини. Разпространени са на юг от Сахара, а също по овлажнените части на пустините в Намибия и на североизток от пустинята Калахари в Африка. Простират се още по крайбрежията на Арабския полуостров, в широката външна ивица на пустинята Тар в Индия и Пакистан, в северната част на пустинята Атакама и в североизточната част на Бразилската планинска земя (тук носят названието „каатинга“) в Южна Америка и в източната по-влажна част на Централните низини в Австралия. Освен това полупустините често образуват височинен пояс в долните части на планините в тропичните пояси (Етиопска планинска земя, Мексиканска планинска земя). Климатът им е горещ и сух. Средните летни температури на въздуха са близки до 30°С, максималните достигат до 50°С, а през зимата се понижават до 12 – 20°С. Сумарната слънчева радиация е от 6,7 до 8,2 Mj/m², или от 160 до 200 kcal/sm² годишно. Повърхностният отток е незначителен, а постоянните реки са малко. Почвите са предимно червено-кафяви, подложени на интензивно изветряне. Растителността е представена основно от ксерофилни треви, храсти, а в някои райони и от редки и ниски дървета. На юг от Сахара и в Индия в състава на растителната покривка доминират ниски акации с високи и многогодишни треви и незначително количество сукуленти. В Калахари към тях често се присъединяват соленолюбиви храсталаци, а в Австралия – храстовидни форми на евкалипти. Животинският свят включва предимно представители на пустините и саваните. Местното населени развива екстензивно животновъдство и ограничено земеделия върху напоявани земи.

## Полупустинни зони в субтропичните пояси
Полупустинните зони в субтропичните пояси в Северното и Южното полукълбо са с преобладаващо полупустинни ландшафти. Те обикновено не образуват непрекъснати ивици и са присъщи само за полупланински и отделни планински масиви, където често са представени като височинни пояси, преходни участъци от предпланинските пустини към планинските степи. Полупустинните зони в субтропичните пояси са разпространени в планините на Иранската планинска земя, Западна Азия, Северна Африка, Скалистите планини в Северна Америка, планината Флиндърс в Австралия, платото Кару в Южна Африка и източните склонове и подножия на Андите в Южна Америка. Климатът е континентален, с горещо лято (температура на въздуха 20 – 25°С) и прохладна зима с редки снеговалежи (температурата в планините понякога се понижава до 0°С). Радиационният баланс е 2,1 – 3,1 Mj/m², или 50 – 75 kcal/sm² годишно. Годишната сума на валежите повсеместно е малко над 200 mm. Растителността често е представена от пелиново-коилови формации, развити върху чакълести сивоземни и сиво-кафеникави почви. В полупустините на Северна Америка обичайната растителна покривка е представена от кактуси, а по платата в Африка и Южна Америка – от храстовидни формации. Пребладават представители на пустинната и планинската фауна. Полупустинните зони в субтропичните пояси най-често се използват за пасища, а върху напоявани земи се развива интензивно земеделие и зеленчукопризводство.

## Полупустинни зони в умерените пояси
Полупустинните зони в умерените пояси в Северното и Южното полукълбо са с преобладаващо полупустинни ландшафти. Най-големи територии те заемат във вътрешните части на Евразия, където се простират (приблизително около 100 000 km²) от Прикаспийската низина на запад до източната периферия на платото Ордос на изток. Ширината на полупустинната ивица, в пределите на която преобладават равнините, достига на места до 500 km. В Северна Америка полупустинните зони са разположени в меридиално простираща се ивица по източното подножие на Скалистите планини и в котловините на Големия Басейн, където мозаечно се редуват с пустинни ландшафти. В Южното полукълбо пустинните зони на умерения пояс са разпространени само в Южна Америка, на изток от Андите в Патагония. Климатът на полупустининте зони на умерените пояси в Северното полукълбо е засушлив, континентален, със студена зима и продължително горещо и сухо лято. Радиационният баланс съставлява около 5 Mj/m², или 120 kcal/sm² годишно, а изпарението неколкократно превишава годишната сума на валежите (обичайно 200 – 300 mm). Средната юлска температура е 22 – 25°С, а средната януарска – до -20°С. Зимите са обикновено безснежни или малоснежни, със силни ветрове. В Южното полукълбо (Патагония) климатът е с по-слабо изразен континентален характер. През лятото температурата на въздуха е 15 – 20°С, а през зимата – около 1°С. Андите задържат голяма част от влагата, пренасяна от господстващите западни ветрове, поради което валежите са едва 100 – 150 mm (на места до 250 mm) годишно. Повърхностният отток е слабо развит, като през лятото много от реките пресъхват. Те са пълноводни през пролетта, по време на топенето на малкото количество сняг. Значителни територии въобще са лишени от повърхностен отток. Има многочислени засолени и солени езера. Постоянният дефицит на влага в почвата обикновено започва по средата на вегетационния период на растенията. Преобладават светло-кестенявите и кафяви почви, които често са в съчетание със солонци, а в понижените участъци на релефа са разпространени солончаци и ливадно-солончакови почви. Характерна особеност за почвите е тяхната комплексност: малко съдържание на хумус (1,5 – 3%), високо съдържание на гипс и карбонати и засилени процеси на засоляване. Често те са пригодни за земеделие, но се нуждаят от напояване, а на места и отстраняване на солеността им. Растителността е ксерофилна, имаща често комплексен характер. В полупустинните зони на умерените ширини в Северното полукълбо преобладават коилово-пелиновите формации със значително участие на ефемери и ефемероиди. В пясъчните почви расте дървесно-храстова растителност (бряст, бреза, бор, джузгун, пясъчна акация). В Южното полукълбо растителността е полупустинна, рядка, предимно полухрастова с участието на треви и сукуленти. Преобладават пустинните и степните видове животни. Полупустините на умерените ширини предоставят добри условия за целогодишни пасища.